# Волынь
Волы́нь (укр. Волинь, пол. Wołyń, бел. Валынь) — историческая область в бассейне южных притоков Припяти и верховьев Западного Буга, некогда относившаяся к Юго-Западной Руси, а в наши дни разделённая между государственными территориями Украины и Польши, исторически также распространялась на юг Белоруссии.

## География
Волынь граничит на севере с историческим регионом Полесье, на юге с Подольем и Галицией. Восточной и западной границами в пределах современной Украины считаются реки Уж и Западный Буг. Территория охватывает современные Волынскую и Ровненскую области Украины, а также западную часть Житомирской и северные части Тернопольской и Хмельницкой областей. К Волыни исторически также относятся южная часть Брестской области Белоруссии и восточная часть Люблинского воеводства Польши.

## История
Название региона связывают с летописным городом Волынью, находившимся близ современного Владимира западнее Буга (ныне территория Польши). К древнему населению Волыни относятся восточнославянские племена дулебов, бужан, волынян.

### Киевская Русь и удельный период
С середины X века Волынская земля входила в состав Киевской Руси. Покорение Древлянской земли и Волыни открыло перед Киевом перспективы установления контроля над двумя важными международными торговыми путями. Один из них — сухопутный, условно названный «Из немец в хазары», — связывал Волжскую Булгарию через Киев, Краков и Прагу с Регенсбургом и рынками сбыта русских товаров в Баварском Подунавье. Кроме этого, владение древлянским и волынским отрезками этого пути, который проходил через Устилуг, расположенный при впадении Луги в Западный Буг, давало Киеву возможность контролировать водный маршрут по Бугу, который открывал выгоды прямой торговли с Балтикой. Масштабы торговых операций по Западному Бугу и Висле отражены в массовых находках торговых пломб в Дорогичине. Из 15 тыс. штук их общего известного количества 12 тыс. (80 %) обнаружено в Дорогичине и его окрестностях. На Северную Русь приходится лишь 2500 (17 %) пломб, из которых до 1000 найдено в Новгороде и Городце на Волге. Остальные 3 % дали другие земли. Выгодное расположение Луги на пересечении торговых маршрутов впоследствии привело к основанию на ней Владимира. C середины X века на Волыни стали работать мастера, изготовлявшие украшения на основе подунайских прототипов и с применением техник, привнесённых из Дунайского региона (см. Великая Моравия).

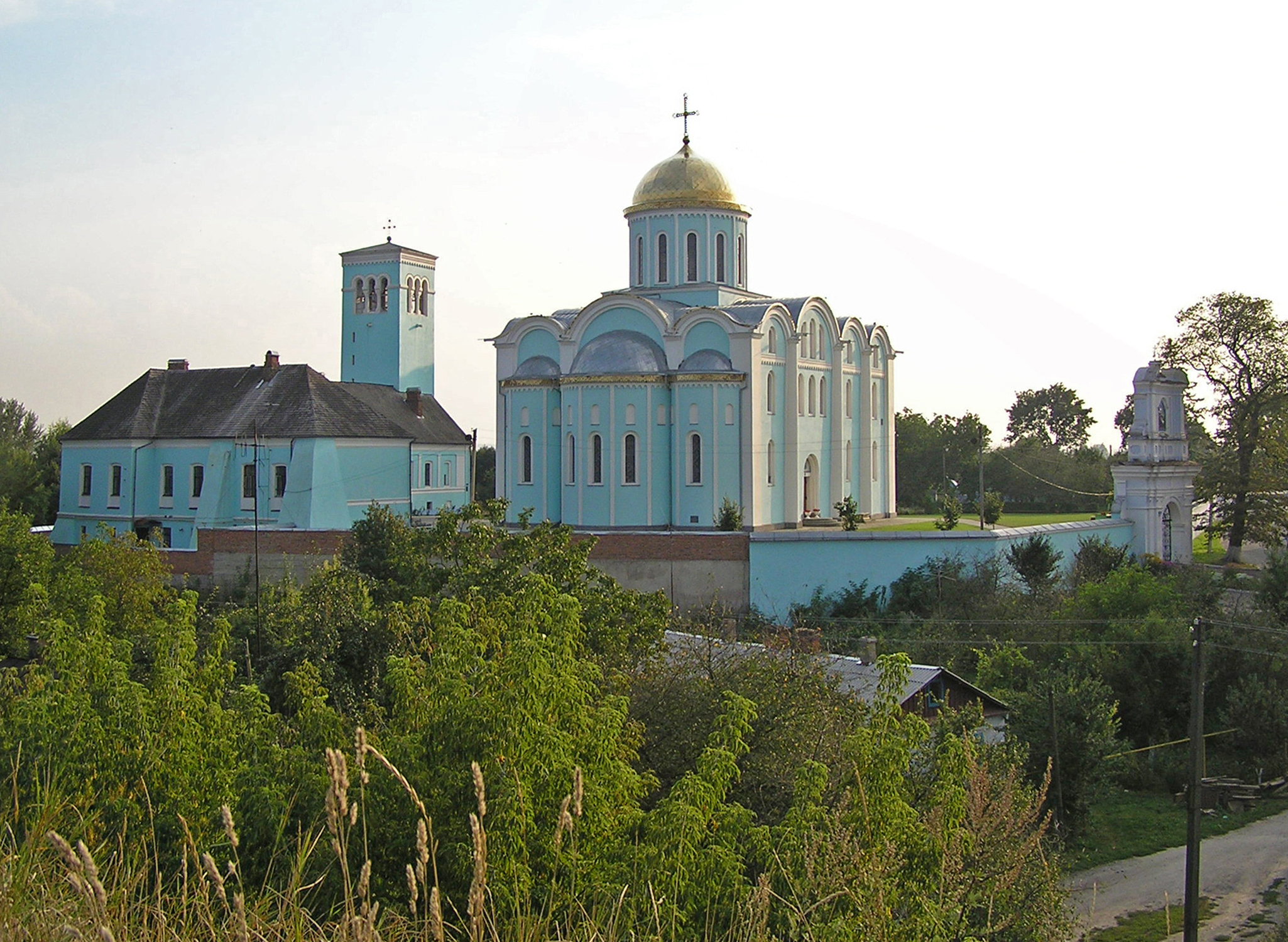
Успенский собор во Владимире (1160)

В 981 году великий князь киевский Владимир Святославич присоединил забужские Червенские города, а в 988 году, расширив древний волынский град, основал город Владимир, ставший впоследствии центром удельного Волынского княжества. В княжество вошли такие древнерусские города, как Буск, Луцк, Червен, Белз, позже — Брест, Дорогочин, Пересопница, Холм и Кременец. В середине XII века в ходе распада Древнерусского государства княжество обособилось от Киева. В 1199 году владимирский князь Роман Мстиславич подчинил Галич, объединив Галицкую и Волынскую земли в единое Галицко-Волынское княжество.
В ходе монгольского нашествия на Русь многие города Волыни подверглись разорению. Впоследствии, в ряде волынских городов по требованию монголов были срыты укрепления. Во второй половине XIII века в оборонном зодчестве Западной Руси сформировался особый тип башен-донжонов, именуемых башнями волынского типа.

### Великое княжество Литовское и Речь Посполитая

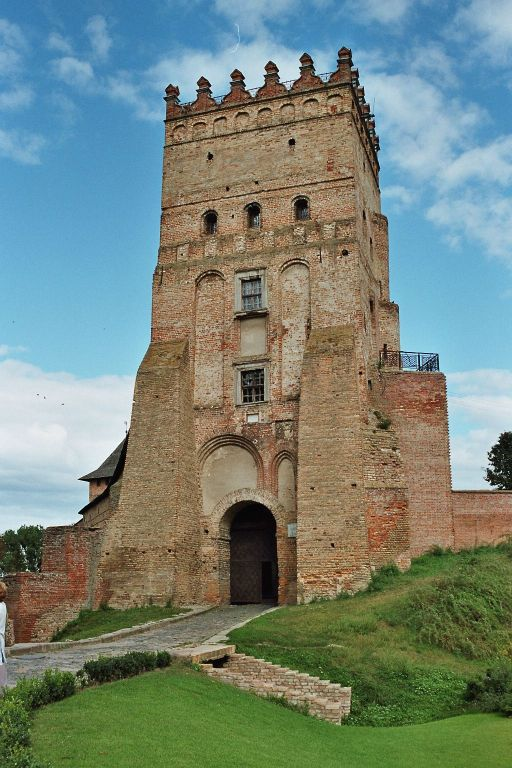
Замок Любарта в Луцке (XIV век)

После ослабления и распада Галицко-Волынской Руси между Польским королевством и Великим княжеством Литовским началась длительная война за галицко-волынское наследство, которая в 1392 году окончилась Островским соглашением. Земли Галицко-Волынского княжества были разделены, Волынь без Холма и Белза отошла к литовским великим князьям. После заключения Люблинской унии и образования Речи Посполитой в 1569 году, Волынь полностью отошла польской Короне, в составе которой было образовано Волынское воеводство. На его территории развернулась жёсткая политика полонизации и окатоличивания, которой была подвержена прежде всего ограниченная в правах православная знать. В то же время, на Волыни некоторое время сохранялись активные очаги православия, такие как Почаевская лавра, Дерманский монастырь, а также основанная в 1576 году Острожская академия и типография, в которой работал первопечатник Иван Фёдоров. Впоследствии под давлением властей все они были переданы иезуитам или униатам.

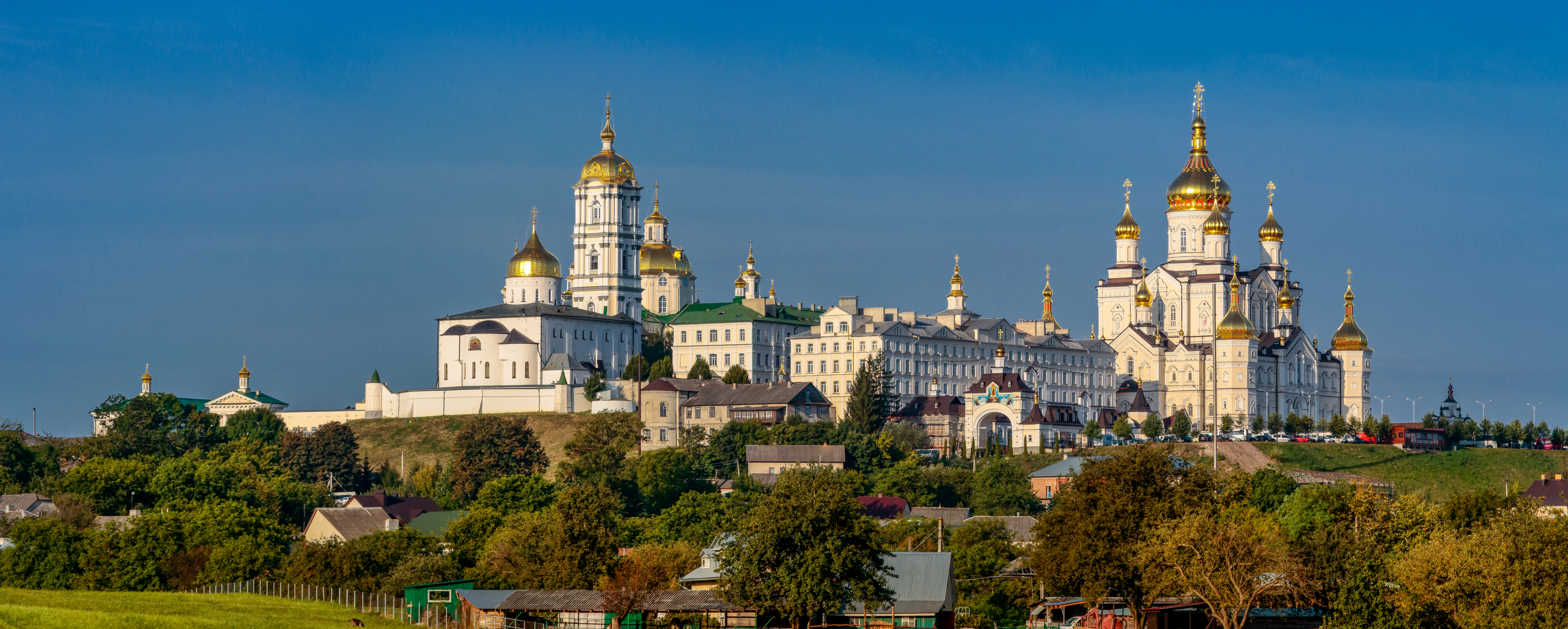
Почаевская лавра, впервые упомянута в XVI веке, значительно расширена в XVIII—XXI веках

Волынь не оставалась в стороне от казацко-крестьянских восстаний, регулярно вспыхивавших на землях Юго-Западной Руси. Здесь происходили события, связанные с восстаниями Косинского, Наливайко, Хмельницкого и других. В 1653 году, в обмен на измену крымского хана Хмельницкому в битве под Жванцем, король Ян II Казимир предоставил татарам право грабить и добывать ясырь на Волыни в течение 40 дней.

### Российская империя
В результате разделов Речи Посполитой Волынь была присоединена к Российской империи, где впоследствии была образована Волынская губерния. Её центром был с 1797 года Новоград-Волынский (ныне Звягель), а с 1804 года — Житомир. На протяжении XIX века на Волыни отмечается значительный рост населения и народного хозяйства. В 1839 году в результате Полоцкого церковного собора все униатские приходы Волыни вернулись в православие. Немалую часть населения продолжали составлять поляки, сохранившие за собой влиятельные позиции в социальной иерархии края. Также на Волыни со времён Средневековья проживало много евреев. Существовали многочисленные немецкие и чешские поселенцы.

### Войны XX века

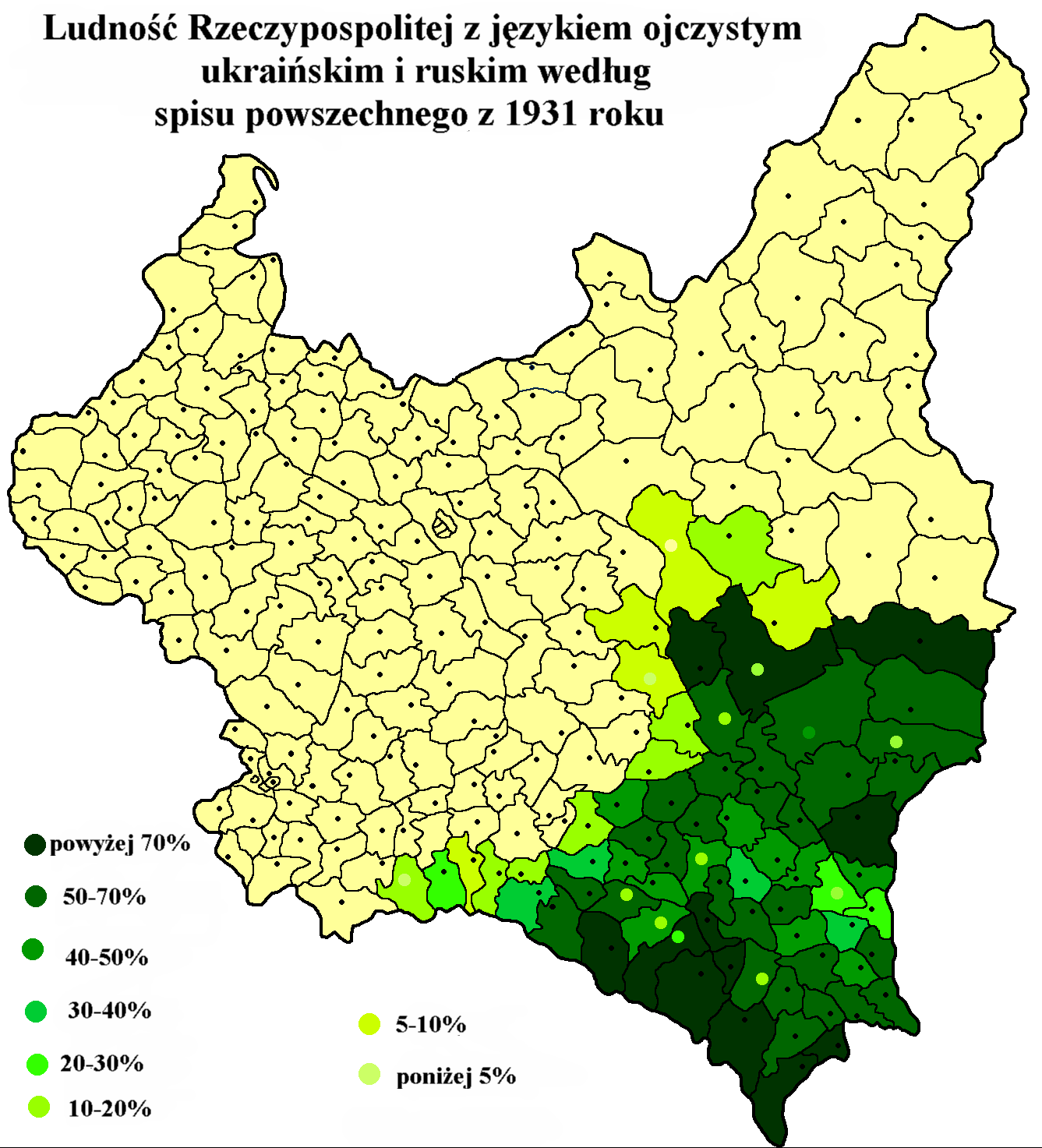
Украинский язык в Польской Республике по переписи 1931 года

Территорию Волыни затронули разрушительные военные действия Первой мировой, Польско-украинской и Советско-польской войны. По условиям Рижского мирного договора 1921 года, восточная часть Волыни вошла в состав Украинской ССР, а западная — Польши, где начала проводиться политика полонизации местного населения. Между Волынским воеводством и Восточной Малопольшей (Галичиной) был установлен так называемый «Сокальский кордон», задачей которой было прекращение политических и культурных связей между этими восточнославянскими территориями. Польские власти принялись заселять территорию Волыни осадниками.
В сентябре 1939 года советские войска вошли на территорию Польши. Западная Украина была присоединена к Украинской ССР, 18 сентября части Красной Армии вошли в Луцк. 4 декабря была образована Волынская область. Установление Советской власти на Волыни характеризовалось, как и в других частях страны, коллективизацией и политическими репрессиями.

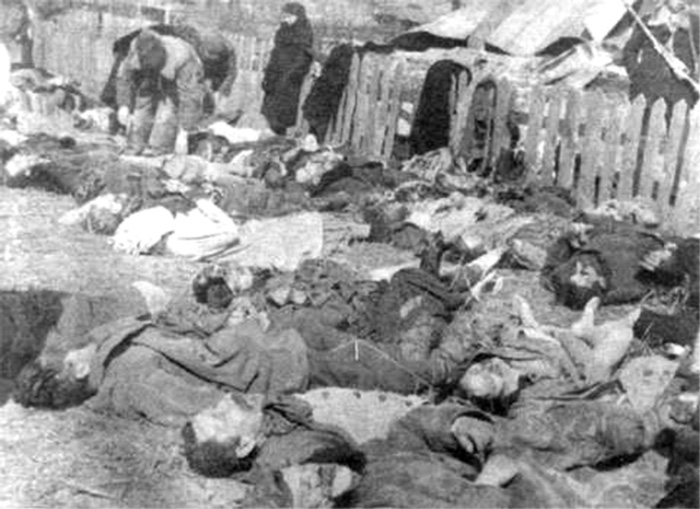
Жертвы Волынской резни в Липниках

Во время Второй мировой войны на Волыни произошли события, известные как «Волынская резня», в ходе которой от рук УПА погибло до 100 тысяч поляков, а от действий польских отрядов — несколько тысяч украинцев.
В 1943 году на Волыни существовали целые так называемые «Повстанческие республики» — регионы с которых были изгнаны нацисты, и учреждены администрации ОУН. Примером одной из таких «республик» была Колковская. Она просуществовала с апреля по ноябрь 1943. Немецкая полиция на Волыни в тот период насчитывала всего 1,5 тысяч человек. Колки были захвачены УПА без сопротивления после того, как большая часть местных полицейских перешли в УПА и небольшой отряд немецких полицейских покинул город. Отрядами УПА в Колковской республике командовали Николай Ковтонюк и Степан Коваль, которые ранее руководили полицией в Луцке и стали организаторами УПА на Волыни после массового перехода луцких полицаев в УПА в марте 1943 г. Сохранившиеся архивы полиции показывают, что под руководством обоих будущих командиров УПА, их подчинённые принимали участие в уничтожении гражданского населения, евреев и советских военнопленных.